# Света Луција на Летњим олимпијским играма 2008.
Светој Луцији је ово било четврто учествовање на Летњим олимпијским играма. На Олимпијским играма 2008., у Пекингу, у Кини учествовао је са 4 учесника (1 мушкарац и 3 жене), који су се такмичили у 2 индивидуална спорта.
Заставу Свете Луције на свечаном отварању Олимпијских игара 2008. носила је атлетичарка Лаверн Спенсер.
Најмлађа учеснца у екипи била је пливачица Данијел Бобрин са тек навршених 18 година, а најстарији атлетичарк Доминик Џонсон са 32 године и 295 дана.
Олимпијски тим Санта Луције остао је у групи земаља које нису освојиле ниједну медаљу.

## Спортисти Свете Луције по дисциплинама
| Спорт      | Мушкарци | Жене | Укупно |
| ---------- | -------- | ---- | ------ |
| Атлетика   | 1        | 2    | 3      |
| Пливање    | 0        | 1    | 1      |
| Укупно (2) | 1        | 3    | 4      |

## Атлетика

#### Мушкарци
| Атлетичар лични рекорд | Дисциплина  | Квалификације | Квалификације | Финале           | Финале | Детаљи |
| Атлетичар лични рекорд | Дисциплина  | Резултат      | Место         | Резултат         | Место  | Детаљи |
| ---------------------- | ----------- | ------------- | ------------- | ---------------- | ------ | ------ |
| Доминик Џонсон 5,70    | Скок мотком | 5,30          | 17. у пф. Б   | Није се пласирао | 30/38  |        |

#### Жене
| Атлетичар лични рекорд | Дисциплина    | Квалификације | Квалификације | Финале            | Финале | Детаљи |
| Атлетичар лични рекорд | Дисциплина    | Резултат      | Место         | Резултат          | Место  | Детаљи |
| ---------------------- | ------------- | ------------- | ------------- | ----------------- | ------ | ------ |
| Лаверн Спенсер 1,94    | Скок увис     | 1,85          | 14. у пф. Б   | Није се пласирала | 27/32  |        |
| Ерма-Џин Еванс 57,22   | Бацаљње копља | 56,27         | 15. у пф. Б   | Није се пласирала | 30/54  |        |

## Пливање

#### Жене
| Пливачица      | Дисциплина  | Група   | Група    | Полуфинале        | Полуфинале        | Финале            | Финале  | Детаљи         |
| Пливачица      | Дисциплина  | Време   | Пласман  | Време             | Пласман           | Време             | Пласман | Детаљи         |
| -------------- | ----------- | ------- | -------- | ----------------- | ----------------- | ----------------- | ------- | -------------- |
| Данијел Бобрин | 100 м прсно | 1:12,85 | 3 у гр 2 | Није се пласирала | Није се пласирала | Није се пласирала | 42/49   | [ мртва веза ] |